# Psathyrotes
Psathyrotes là một chi thực vật có hoa trong họ Cúc (Asteraceae).

## Loài
Chi Psathyrotes gồm các loài: